# Pittsburgh (U-Boot)
Die USS Pittsburgh (SSN-720) war ein Atom-U-Boot der United States Navy und gehörte der Los-Angeles-Klasse an. Sie war nach der Stadt Pittsburgh im Südwesten des US-Bundesstaates Pennsylvania benannt.

## Geschichte
Die Pittsburgh wurde 1979 bei Electric Boat in Auftrag gegeben und vier Jahre später dort auf Kiel gelegt. Nach einer Bauzeit von 19 Monaten lief das Boot Ende 1984 vom Stapel. Am 23. November 1985 erfolgte die offizielle Indienststellung bei der United States Navy.
Die Pittsburgh wurde im Zweiten Golfkrieg eingesetzt, um Marschflugkörper vom Typ UGM-109 Tomahawk auf Ziele im Irak abzufeuern. Auch während der Operation Iraqi Freedom 2003 schoss das U-Boot Marschflugkörper gegen den Irak ab.

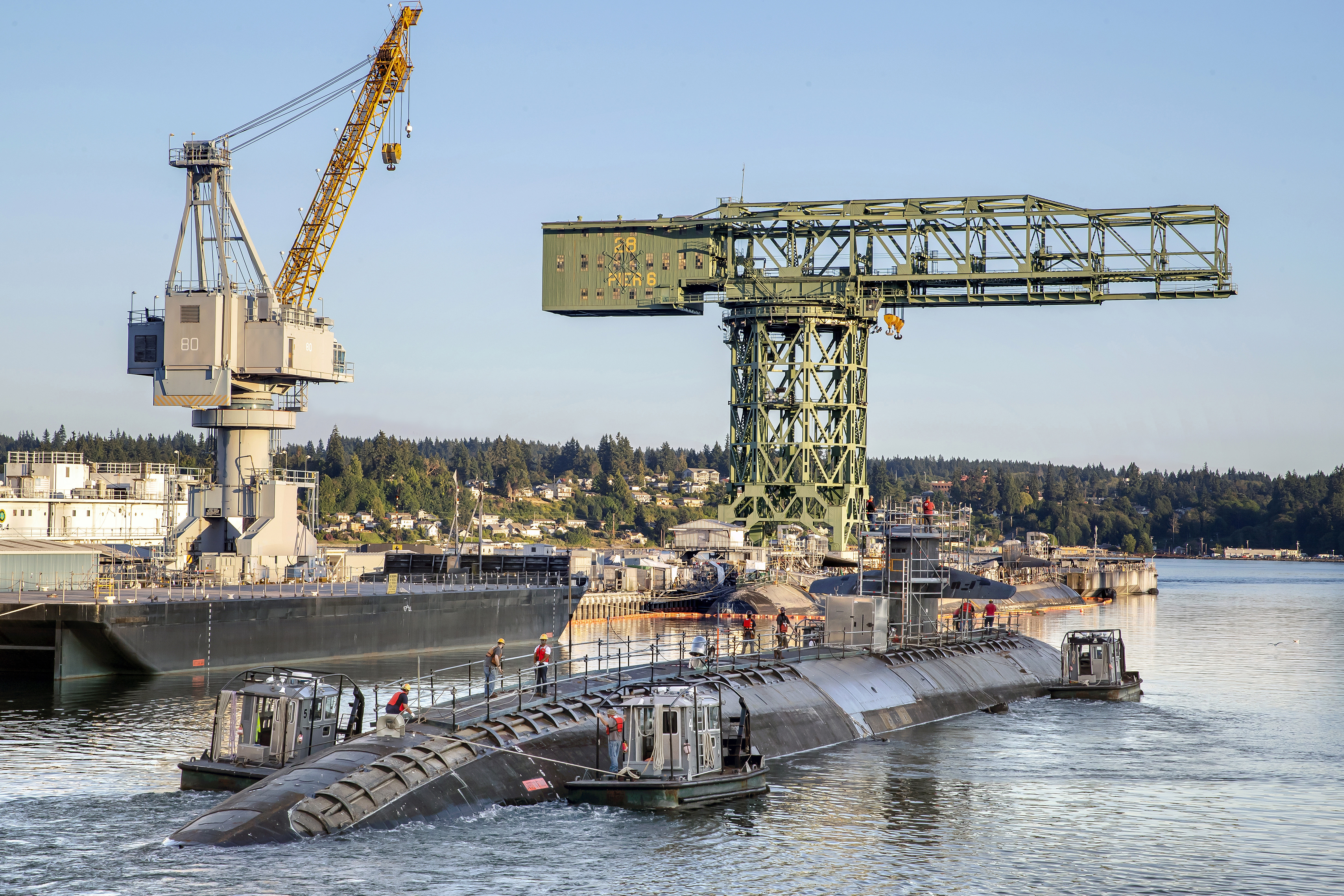
Die inaktivierte ex-Pittsburgh auf dem Weg zum Liegeplatz für ausgemusterte Schiffe

2008 nahm die Pittsburgh mit  der Vella Gulf, der Mitscher, und der Carter Hall an der  Fleet Week Port Everglades in Fort Lauderdale, Florida teil. Im Anschluss verlegte das U-Boot bis Februar 2009 in den südlichen Atlantik.
Am 17. Januar 2020 wurde die Pittsburgh im Rahmen einer Zeremonie außer Dienst gestellt und am 15. April 2020 aus dem Naval Vessel Register gestrichen. Im Rahmen des Ship-Submarine Recycling Programs wurde die ex-Pittsburgh nach ihrer Außerdienststellung auf der Werft Puget Sound Naval Shipyard inaktiviert und nach Abschluss der Arbeiten am 5. August 2020 zur Mooring Alpha storage area geschleppt, wo sie bis zur endgültigen Verschrottung liegt.